# 杜時髦
杜時髦（？年—1642年），字观生，河南归德府睢州卫人。明末政治人物。

## 生平
萬曆四十三年（1615年）乙卯科河南乡试第二十八名舉人，崇祯七年（1634年）甲戌科进士，刑部观政，八年授户部江西司主事，管理通州大运、中南二仓，历升员外郎、郎中，十二年出任南直隶太平府知府，十三年降调，十四年京察，之后致政归乡。十五年三月，流寇攻陷睢州，逼迫他從贼，不屈，自缢而死，贈太仆寺少卿。